# Bernardino Franco Alonso Cordero
Bernardino Franco Alonso Cordero és un polític espanyol, diputat a les Corts Espanyoles durant la restauració borbònica. Fou elegit diputat del Partit Liberal Fusionista pel districte d'Albocàsser a les eleccions generals espanyoles de 1893.